# Skiptvets kommun
Skiptvets kommun (norska: Skiptvet kommune) är en kommun i Østfold fylke i sydöstra Norge. Kommunens centralort är tätorten Skiptvet (Meieribyen). 2006 hade kommunen 3 400 invånare.

## Historia
Antagligen kom första människorna till Skiptvet för ungefär åtta tusen år sedan, främst i Glomma-områdena där levnadsförhållandena var goda. Under medeltiden var Skiptvet en del av Vingulmork, som senare skulle bli känt som Østfold.
Namnet Skiptvet antas komma från en sammansättning av två ord. Första delen kan vara Skagi, som är fornnordiska för "något som sticker upp ur landskapet" (eller mansnamnet Skeggi, "man med skägg"). Andra delen av namnet kommer från fornnordiska -ptveit ("ett litet jordstycke") och är vanligt i gårdsnamn från Vikingatiden.
Skiptvets kommun har aldrig haft mycket industri, men väl ett mejeri. Skiptvet meieri (norska: Skiptvets mejeri) var den första industrin som uppstod i Skiptvet och runt detta mejeri växte tätorten Skiptvet (Meieribyen) fram, som i dag är kommunens centralort.

### Administrativ historik
Skiptvets kommun upprättades den 1 januari 1838 (som Skiptvet formannskapsdistrikt) när Formannskapslovene från 1837 trädde i kraft. Kommunens gränser har förblivit oförändrade sedan dess.

## Utbildning
I Skiptvets kommun finns två skolor: Vestgårds skola är en grundskola för årskurs ett till fyra, och Kirkelunds skola är för årskurs fem till tio. Kirkelunds skola är indelad i två delar – mellomtrin (norska; årskurs fem till sju) och ungdomsskole (norska; årskurs åtta till tio).

## Politik
Ordförande i kommunfullmäktige är Svein Olav Agnalt (Arbeiderpartiet) sedan 2 oktober 2007. Vice ordförande är Dag Walter Søby (Kristelig Folkeparti). Föregående ordförande var Odd-Ingar Widnes (Senterpartiet).

## Tätorter
I Skiptvets kommun finns en tätort:
- Skiptvet (Meieribyen, centralort)

## Socknar
Inom Norska kyrkan motsvaras Skiptvets kommun av Skiptvets socken i Østre Borgesyssels prosteri i Borgs stift.

## Bilder

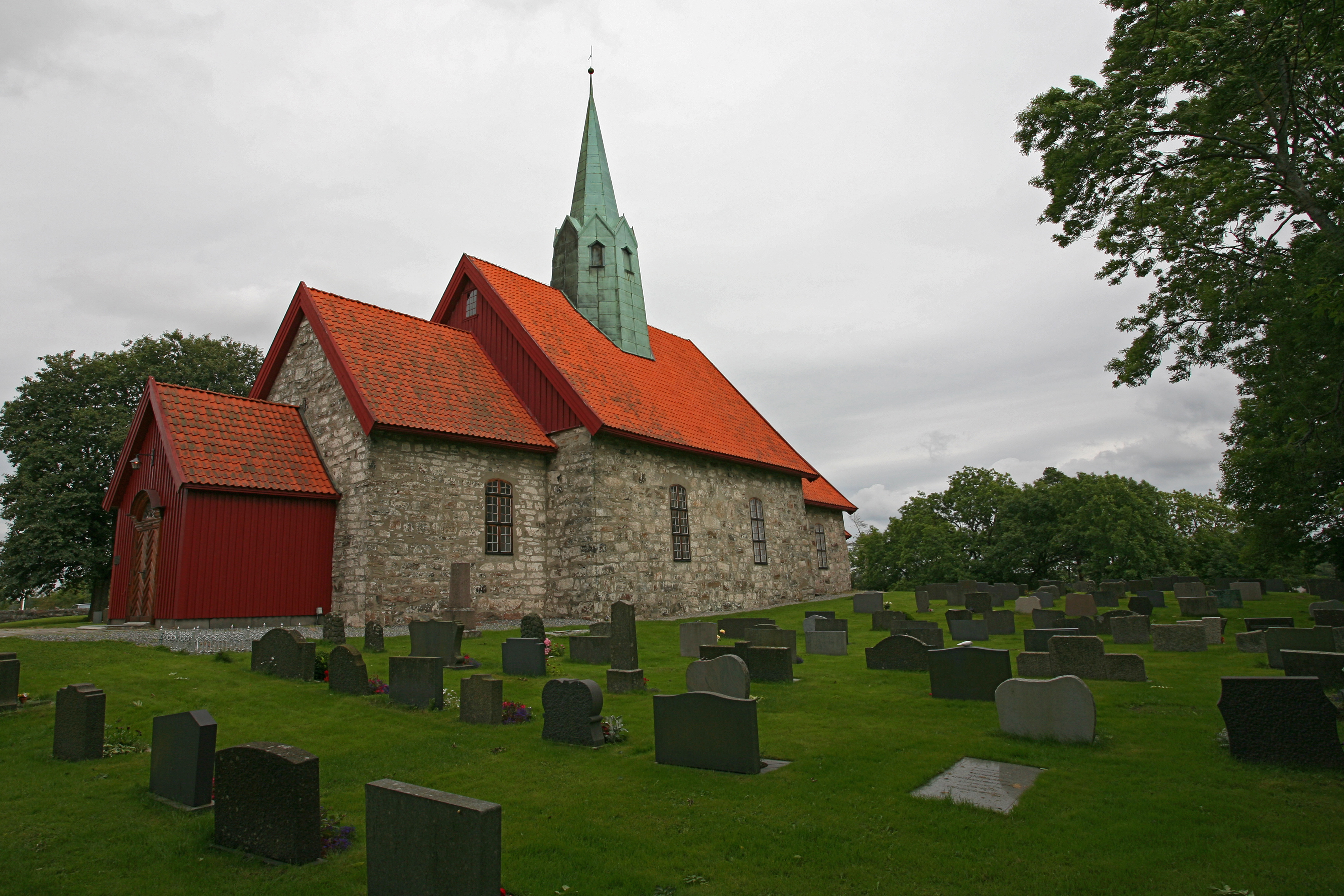
Skiptvets kyrka sedd från sydväst.
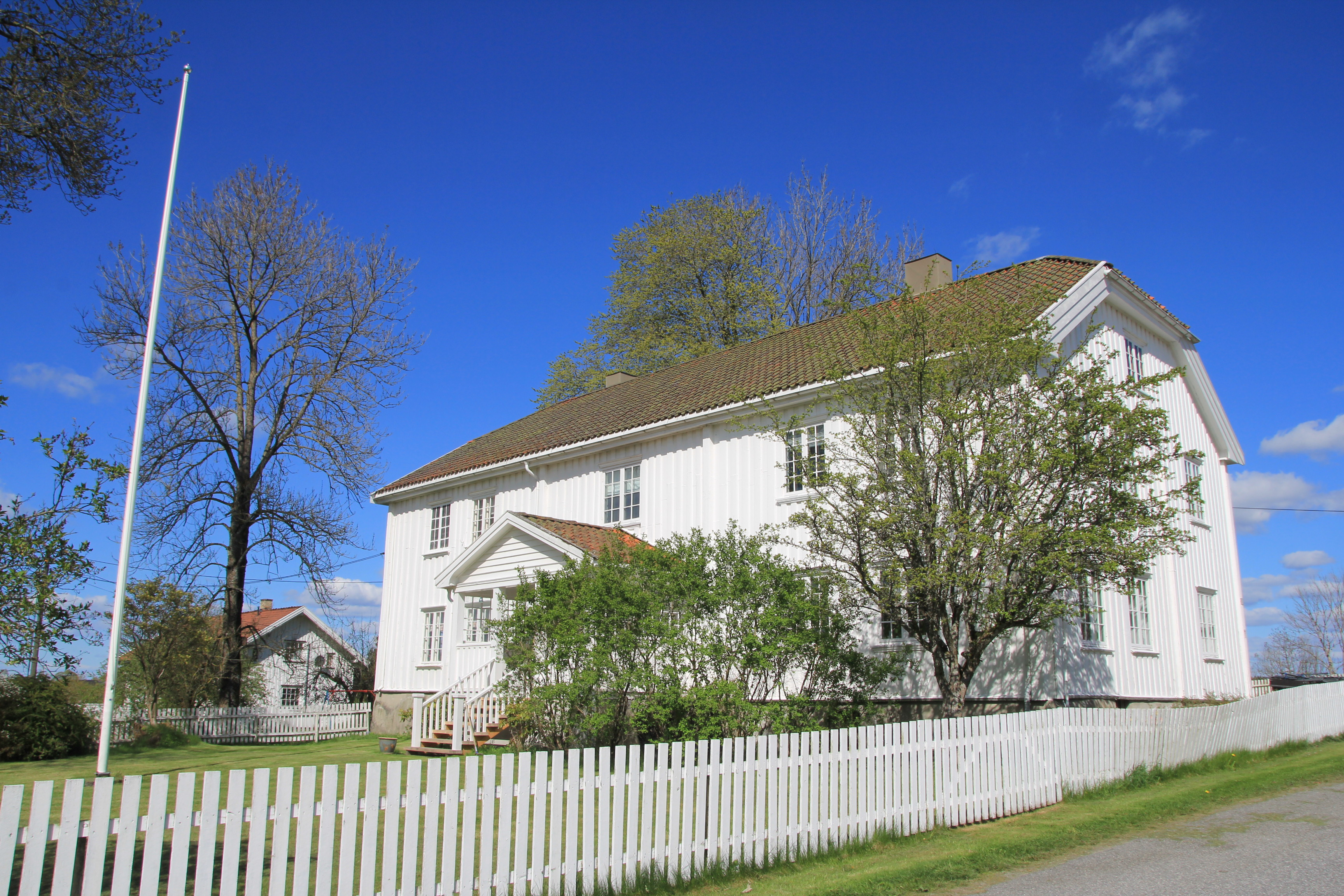
Skiptvets prästgård.